# Жар (коммуна)
Жар (фр. Jars) — коммуна во Франции, находится в регионе Центр. Департамент — Шер. Входит в состав кантона Вайи-сюр-Содр. Округ коммуны — Бурж.
Код INSEE коммуны — 18117.
Коммуна расположена приблизительно в 165 км к югу от Парижа, в 85 км юго-восточнее Орлеана, в 45 км к северо-востоку от Буржа.

## Население
Население коммуны на 2008 год составляло 486 человек.
| 1962 | 1968 | 1975 | 1982 | 1990 | 1999 | 2008 |
| ---- | ---- | ---- | ---- | ---- | ---- | ---- |
| 547  | 596  | 552  | 554  | 522  | 505  | 486  |

## Администрация
| Период | Период | Фамилия               | Партия | Примечания |
| ------ | ------ | --------------------- | ------ | ---------- |
| 1957   | 1971   | Мариус Тюрпен         |        |            |
| 1971   | 1983   | Поль Байи             |        |            |
| 1983   | 2001   | Камиль Паделу         |        |            |
| 2001   | 2008   | Мари-Франсуаза Нарнио |        |            |
| 2008   | 2014   | Жак Реншеваль         |        |            |

## Экономика
В 2007 году среди 306 человек в трудоспособном возрасте (15-64 лет) 226 были экономически активными, 80 — неактивными (показатель активности — 73,9 %, в 1999 году было 64,4 %). Из 226 активных работали 220 человек (133 мужчины и 87 женщин), безработных было 6 (2 мужчин и 4 женщины). Среди 80 неактивных 19 человек были учениками или студентами, 44 — пенсионерами, 17 были неактивными по другим причинам.

## Достопримечательности
- Церковь Сент-Эньян (XV—XVI века). Исторический памятник с 1862 года[3]
- Старый дом ткачей (XVIII век). Исторический памятник с 1966 года[4]
- Усадьба XV века с двумя башнями-близнецами от старых ворот

## Фотогалерея

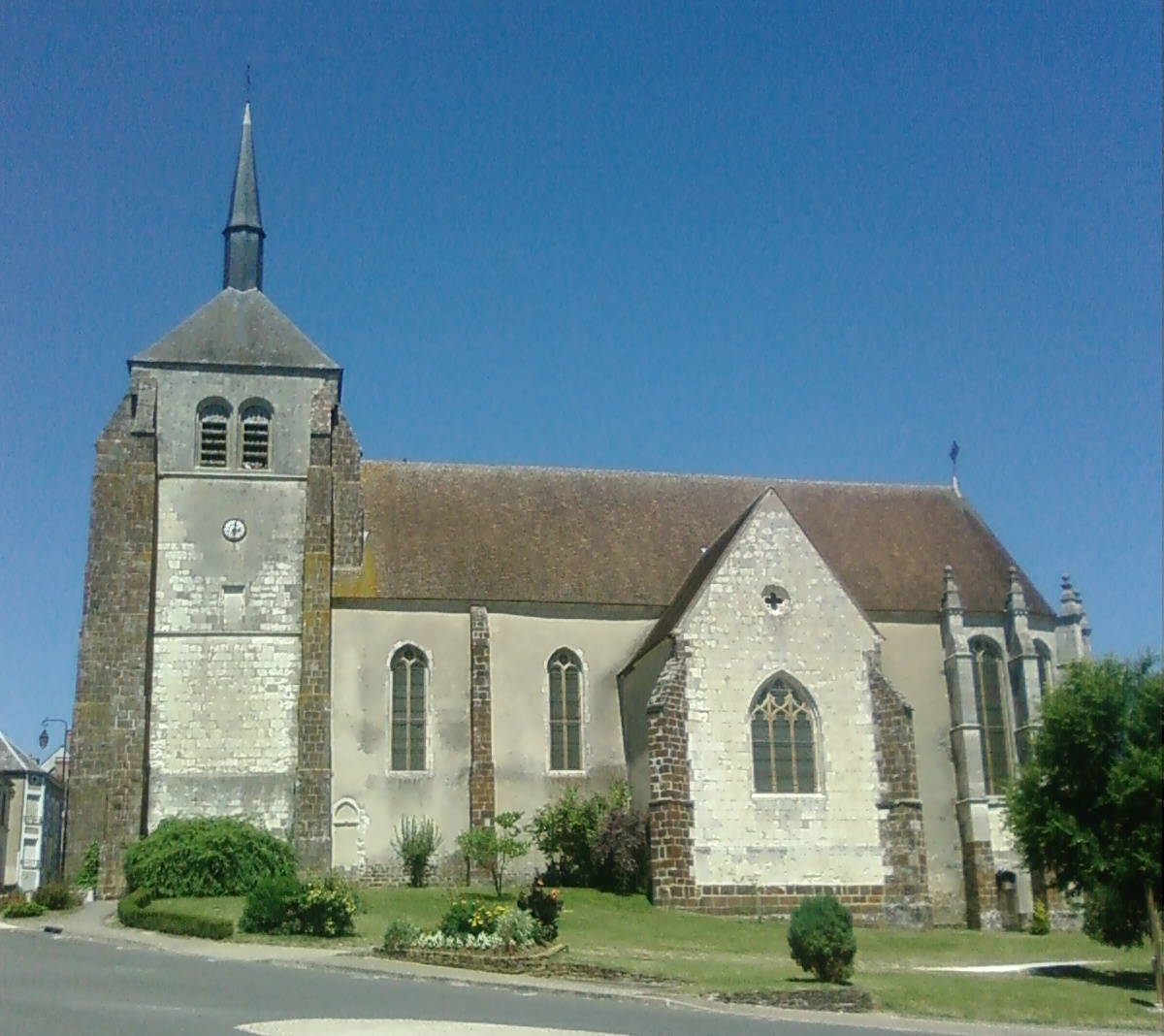
Церковь Сент-Эньян
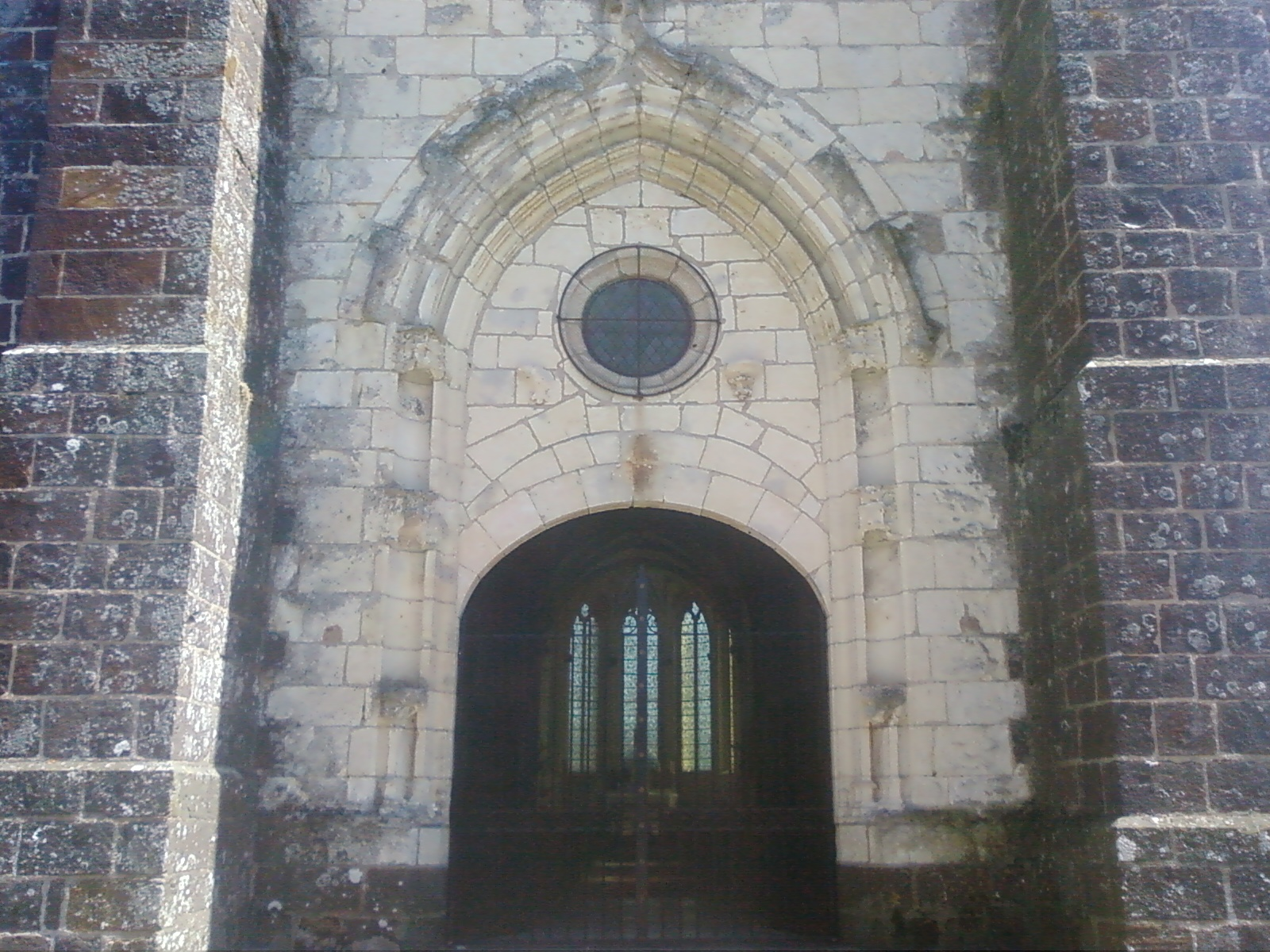
Ворота церкви Сент-Эньян
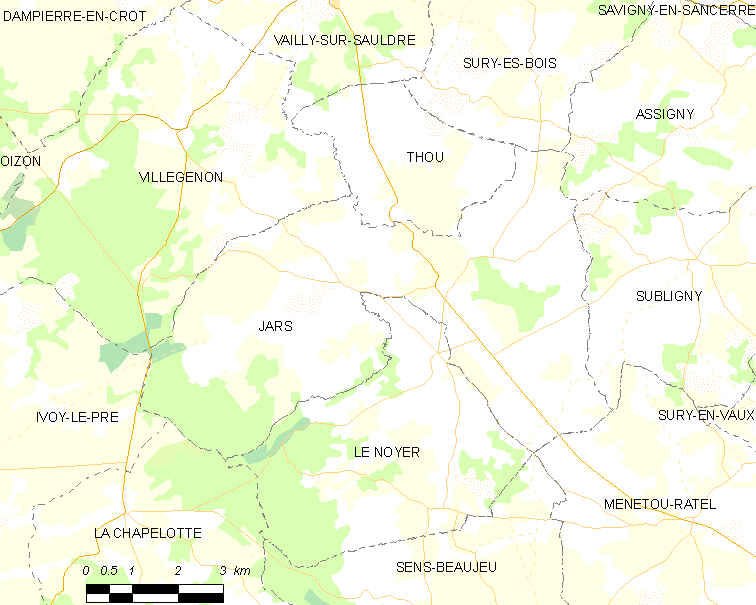
Карта коммуны